# World RX de Portugal 2018
El World RX de Portugal 2018, oficialmente Bompiso World RX of Portugal, es una prueba de Rallycross en Portugal válida para el Campeonato Mundial de Rallycross. Se celebró en la Pista Automovél de Montalegre en Montalegre, Portugal.
Johan Kristoffersson actual campeón defensor consiguió su segunda victoria de la temporada a bordo de su Volkswagen Polo GTI, seguido de Sébastien Loeb y Petter Solberg.

## Series
| Pos. | N.º | Piloto               | Equipo                 | Auto              | Q1   | Q2   | Q3   | Q4   | Pts |
| ---- | --- | -------------------- | ---------------------- | ----------------- | ---- | ---- | ---- | ---- | --- |
| 1    | 13  | Andreas Bakkerud     | EKS Audi Sport         | Audi S1           | 5.º  | 5.º  | 1.º  | 1.º  | 16  |
| 2    | 9   | Sébastien Loeb       | Team Peugeot Total     | Peugeot 208       | 1.º  | 2.º  | 6.º  | 2.º  | 15  |
| 3    | 5   | Mattias Ekström      | EKS Audi Sport         | Audi S1           | 2.º  | 3.º  | 7.º  | 3.º  | 14  |
| 4    | 21  | Timmy Hansen         | Team Peugeot Total     | Peugeot 208       | 6.º  | 1.º  | 4.º  | 6.º  | 13  |
| 5    | 1   | Johan Kristoffersson | PSRX Volkswagen Sweden | Volkswagen Polo R | 3º   | 6.º  | 2.º  | 4.º  | 12  |
| 6    | 11  | Petter Solberg       | PSRX Volkswagen Sweden | Volkswagen Polo R | 10.º | 4.º  | 3.º  | 2.º  | 11  |
| 7    | 71  | Kevin Hansen         | Team Peugeot Total     | Peugeot 208       | 11.º | 8.º  | 5.º  | 9.º  | 10  |
| 8    | 96  | Kevin Eriksson       | Olsbergs MSE           | Ford Fiesta       | 7.º  | 9.º  | 9.º  | 12.º | 9   |
| 9    | 68  | Niclas Grönholm      | GRX Taneco Team        | Hyundai i20       | 8.º  | 7.º  | 8.º  | 14.º | 8   |
| 10   | 6   | Jānis Baumanis       | STARD                  | Ford Fiesta       | 12.º | 10.º | 10.º | 8.º  | 7   |
| 11   | 36  | Guerlain Chicherit   | GC Kompetition         | Renault Mégane RS | 4.º  | 11.º | 15.º | 10.º | 6   |
| 12   | 7   | Timur Timerzyanov    | GRX Taneco Team        | Hyundai i20       | 9.º  | 13.º | 12.º | 7.º  | 5   |
| 13   | 4   | Robin Larsson        | Olsbergs MSE           | Ford Fiesta       | 13.º | 12.º | 13.º | 11.º | 4   |
| 14   | 74  | Jérôme Grosset-Janin | GC Kompetition         | Renault Mégane RS | 15.º | 14.º | 11.º | 16.º | 3   |
| 15   | 66  | Grégoire Demoustier  | Sébastien Loeb Racing  | Peugeot 208       | 14.º | 15.º | 17.º | 13.º | 2   |
| 16   | 42  | Oliver Bennett       | Oliver Bennett         | MINI Cooper       | 18.º | 17.º | 16.º | 15.º | 1   |
| 17   | 41  | Joaquim Santos       | Bompiso Racing Team    | Ford Focus        | 16.º | 16.º | 18.º | 18.º |     |
| 18   | 75  | Mário Barbosa        | Mário Barbosa          | Citroën DS3       | 17.º | 18.º | 14.º | 17.º |     |

## Semifinales
Semifinal 1
| Pos. | N.º | Piloto               | Equipo                 | Tiempo     | Pts |
| ---- | --- | -------------------- | ---------------------- | ---------- | --- |
| 1    | 1   | Johan Kristoffersson | PSRX Volkswagen Sweden | 3:59.048   | 6   |
| 2    | 13  | Andreas Bakkerud     | EKS Audi Sport         | +1.571     | 5   |
| 3    | 36  | Guerlain Chicherit   | GC Kompetition         | +3.332     | 4   |
| 4    | 5   | Mattias Ekström      | EKS Audi Sport         | +3.832     | 3   |
| 5    | 68  | Niclas Grönholm      | GRX Taneco Team        | +4.141     | 2   |
| 6    | 71  | Kevin Hansen         | Team Peugeot Total     | +6 vueltas | 1   |

Semifinal 2
| Pos. | N.º | Piloto            | Equipo                 | Tiempo   | Pts |
| ---- | --- | ----------------- | ---------------------- | -------- | --- |
| 1    | 21  | Timmy Hansen      | Team Peugeot Total     | 4:14.812 | 6   |
| 2    | 9   | Sébastien Loeb    | Team Peugeot Total     | +0.398   | 5   |
| 3    | 11  | Petter Solberg    | PSRX Volkswagen Sweden | +0.774   | 4   |
| 4    | 6   | Jānis Baumanis    | STARD                  | +9.957   | 3   |
| 5    | 96  | Kevin Eriksson    | Olsbergs MSE           | +10.455  | 2   |
| 6    | 7   | Timur Timerzyanov | GRX Taneco Team        | +10.491  | 1   |

## Final
| Pos. | N.º | Piloto               | Equipo                 | Tiempo   | Pts |
| ---- | --- | -------------------- | ---------------------- | -------- | --- |
| 1    | 1   | Johan Kristoffersson | PSRX Volkswagen Sweden | 4:16.859 | 8   |
| 2    | 9   | Sébastien Loeb       | Team Peugeot Total     | +2.253   | 5   |
| 3    | 11  | Petter Solberg       | PSRX Volkswagen Sweden | +3.938   | 4   |
| 4    | 13  | Andreas Bakkerud     | EKS Audi Sport         | +6.642   | 3   |
| 5    | 36  | Guerlain Chicherit   | GC Kompetition         | +9.566   | 2   |
| 6    | 21  | Timmy Hansen         | Team Peugeot Total     | +21.244  | 1   |

## Campeonato tras la prueba
Estadísticas Supercar
| Pos | Piloto               | Pts | Dif |
| --- | -------------------- | --- | --- |
| 1   | Johan Kristoffersson | 53  |     |
| 2   | Andreas Bakkerud     | 44  | +9  |
| 3   | Petter Solberg       | 43  | +10 |
| 4   | Sébastien Loeb       | 39  | +14 |
| 5   | Mattias Ekström      | 36  | +17 |

- Nota:Sólo se incluyen las cinco posiciones principales.